# يالجين أديجوزالوف
يالجين وايسف أغلو أديجوزالوف -(بالأذرية: Yalçın Adıgözəlov) هو قائد اركسترا أذربيجاني، بروفيسور لقسم قائد اركسترا في أكاديمية باكو للموسيقى، وحاصل على لقب فنان الشعب في جمهورية أذربيجان(2012). 

## سيرته ذاتية ونشاته
ولد يالجين أديجوزالوف عام 1959، في مدينة باكو.
بدأ مهنته موسيقية تحت إشراف والده - ملحن أذربيجاني المعروف واسيف أديقوزالوف. تلقي تعليمه الثانوي في مدرسة إسمه بولبول.
ثم واصل تعليمه في أكاديمية باكو للموسيقى على تخصص بيانو. في 1983 دخل يالجين أديجوزالوف كونسرفاتوار سانت بطرسبرغ على تخصص قائد اركسترا.
في 1984-1989 درس من المايسترو أ موسين في معهد كونسرفاتوار سانت بطرسبرغ على تخصص الأوبرا والسمفونية.
بعد التخرج من المعهد الموسيقي عاد إلى باكو و بدأ عمله كقائد اركسترا في أوركسترا أذربيجان السيمفونية الحكومية إسمه عزير حاجبايوف.
منذ عام 2000، يالجين أديجوزالوف هو أستاذ في قسم إدارة اركسترا قي أكاديمية باكو للموسيقى.

## جوائزه
- فنان الشعب في جمهورية أذربيجان(2012).
- وسام شهرة (أذربيجان) -2019.[3]
- وسام «شهرة» 2019

## الوصلات الخارجية
- https://www.youtube.com/watch?v=GGgi9ptkMcQ